# وادي جيلو
وادي جيلو هي إحدى القرى اللبنانية من قرى قضاء صور في محافظة الجنوب.

## موقعها
تبتعد عن العاصمة بيروت 93 كم ويبلغ ارتفاعها عن سطح البحر 150 متر.
تحدها بلدات جويا ويانوح ومعركة وعيتيت والبازورية.

## أصل التسمية
وادي جيلو هي رجمة أو هشيم أو عقعق. وفي بعض اللغات القديمة معناها الفرح، ويقال إنها سميت باسم وادي جيلو لأن هناك قائد فرنسي يدعى جيلو دفن فيها.

## خصائصها
وادي جيلو ضمن فئة أوطى النقاط في لبنان إذا استثينا شاطئ البحر و إذا حفرت مترًا واحدًا تحت الأرض تجد المياه[بحاجة لمصدر].
وزارة الداخلية والبلديات اللبنانية

## وصلات خارجية
موقع ومنتديات الجنوب